# 奥托·施特恩
奧托·斯特恩（Otto Stern，1888年2月17日—1969年8月17日），德國裔美國核物理學家及實驗物理學家。他發展了核物理研究中的分子束方法並發現了質子磁矩，獲得了1943年度的諾貝爾物理學獎（1944年頒發）。

## 生平簡介
奧托·斯特恩1888年2月17日生於德意志帝国上西里西亚的索勞（即現在波蘭的若雷），1892年與父母移居布雷斯劳（今波兰弗罗茨瓦夫），在那裡上了中學。斯特恩從1906年開始學習物理化學，1912年在布累斯勞大學（今波兰弗罗茨瓦夫大学）獲得博士學位。
同年在布拉格查理大学結識了愛因斯坦，後來跟隨他來到苏黎世联邦理工学院，1913年在苏黎世联邦理工学院擔任物理化學無薪講師。
1914至1921年任法兰克福大学理論物理學無薪講師，其間服過一段兵役。
1921至1922年任罗斯托克大学理論物理學副教授。
1923年至1933年任汉堡大学物理化學系教授和實驗室負責人。
1933年移居美國，開始擔任匹茲堡的卡内基技术学院的物理學研究教授，后来又成为加州大学伯克利分校的名誉教授，直到1945年退休。

## 學術貢獻
斯特恩早年的研究是在理論物理領域，在統計熱力學與量子理論方面有一些重要論文。從1919年他開始轉向實驗物理，由他研發和使用的分子束方法成為研究分子、原子、原子核性質的有力工具，該方法最初的意圖是為了證明氣體速率分佈的麥克斯韋定律,馬克士威方程組。1922年他同瓦爾特·格拉赫合作，做了磁場對磁矩的作用力使原子發生偏轉的斯特恩-蓋拉赫實驗，而後又測量了包括質子在內的亞原子粒子的磁矩。1929年的氫、氦射線衍射實驗是對原子和分子的波性質的精彩演示。

## 諾貝爾物理學獎
1944年，斯特恩榮獲了前一年度的諾貝爾物理學獎。他是當年唯一的諾貝爾物理學獎得主，獲獎理由是：“對分子束方法的發展以及對質子磁矩的發現”。獲獎理由中沒有提及斯特恩-蓋拉赫實驗，因為當時蓋拉赫已經是納粹科學家了。